# (500417) 2012 TV121
(500417) 2012 TV121 es un asteroide perteneciente al cinturón de asteroides, descubierto el 11 de octubre de 2007 por el equipo del Spacewatch desde el Observatorio Nacional de Kitt Peak, Arizona, Estados Unidos.

## Designación y nombre
Designado provisionalmente como 2012 TV121.

## Características orbitales
2012 TV121 está situado a una distancia media del Sol de 2,966 ua, pudiendo alejarse hasta 3,174 ua y acercarse hasta 2,758 ua. Su excentricidad es 0,070 y la inclinación orbital 10,90 grados. Emplea 1866,13 días en completar una órbita alrededor del Sol.

## Características físicas
La magnitud absoluta de 2012 TV121 es 16,4.